# Јикелберг
Јикелберг (њем. Jückelberg) општина је у њемачкој савезној држави Тирингија. Једно је од 40 општинских средишта округа Алтенбургер Ланд. Према процјени из 2010. у општини је живјело 326 становника. Посједује регионалну шифру (AGS) 16077019.

## Географски и демографски подаци
Јикелберг се налази у савезној држави Тирингија у округу Алтенбургер Ланд. Општина се налази на надморској висини од 255 метара. Површина општине износи 8,0 km². У самом мјесту је, према процјени из 2010. године, живјело 326 становника. Просјечна густина становништва износи 41 становника/km².